# Paquishakriget
Paquishakriget var en kortvarig militär sammandrabbning mellan Ecuador och Peru 1981. Peru kände att det hela lösts efter 1941 års krig, men Ecuador erkände inte Rioprotokollet. 